# Шах, Асгар Али
Сиед Асгар Али Шах (англ. Syed Asghar Ali Shah; род. 21 января 1978, Хайдарабад) — пакистанский боксёр, представитель лёгкой и первой полусредней весовых категорий. Выступал за сборную Пакистана по боксу в период 1998—2008 годов, серебряный призёр Азиатских игр, чемпион Азии, чемпион Южноазиатских игр, победитель и призёр многих турниров международного значения, участник двух летних Олимпийских игр.

## Биография
Асгар Али Шах родился 21 января 1978 года в городе Хайдарабад провинции Синд, Пакистан.
Дебютировал на взрослом международном уровне в сезоне 1998 года, когда вошёл в основной состав пакистанской национальной сборной и побывал на Азиатских играх в Бангкоке, где в зачёте лёгкой весовой категории сумел дойти до стадии четвертьфиналов.
Благодаря череде удачных выступлений удостоился права защищать честь страны на летних Олимпийских играх 2000 года в Сиднее, однако уже в стартовом поединке категории до 60 кг со счётом 15:17 потерпел поражение от представителя Греции Тиграна Узляна и сразу же выбыл из борьбы за медали.
В 2002 году завоевал бронзовую медаль в первом полусреднем весе на чемпионате Азии в Серембане, уступив на стадии полуфиналов представлявшему Узбекистан Бакыту Сарсекбаеву. В том же весе стал серебряным призёром Азиатских игр в Пусане, проиграв в финале казаху Нуржану Каримжанову. Выступил на Играх Содружества в Манчестере, но здесь попасть в число призёров не смог.
На чемпионате мира 2003 года в Бангкоке проиграл уже на предварительном этапе.
Находясь в числе лидеров боксёрской команды Пакистана, прошёл отбор на Олимпийские игры 2004 года в Афинах — в категории до 60 кг благополучно прошёл первого соперника по турнирной сетке, украинца Владимира Кравеца, тогда как во втором бою со счётом 9:24 потерпел поражение от кубинца Марио Кинделана, который в итоге и стал победителем этого олимпийского турнира.
После афинской Олимпиады Шах остался в составе пакистанской национальной сборной и продолжил принимать участие в крупнейших международных турнирах. Так, в 2005 году он одержал победу на азиатском первенстве в Хошимине, выступил на чемпионате Содружества в Глазго и на мировом первенстве в Мяньяне, где в 1/16 финала был побеждён кубинским боксёром Йорденисом Угасом.
В 2006 году боксировал на Играх Содружества в Мельбурне, одержал победу на Южноазиатских играх в Коломбо, побывал на Азиатских играх в Дохе.
Пытался пройти отбор на Олимпийские игры 2008 года в Пекине, однако на двух проходивших в Азии олимпийских квалификационных турнирах выступил неудачно.
В феврале 2010 года в Австралии провёл один бой на профессиональном уровне, встретился с малоизвестным филиппинцем Флэшом Вильякурой (25-30-4) — в итоге в их четырёхраундовом противостоянии была зафиксирована ничья.